# .si
.si è il dominio di primo livello nazionale assegnato alla Slovenia.